# 瑞應寺 (新居浜市)
瑞應寺（ずいおうじ）は、愛媛県新居浜市山根町にある曹洞宗の寺院である。市街地南端の四国山地山麓に位置する。冬には雲水と呼ばれる修行僧が市内を托鉢で巡ることで知られている。

## 概要
生子山城の11代城主・松本景村により松本家の菩提寺として1448年（文安5年）に創建され臨済宗の寺であった。1585年（天正13年）に起きた天正の陣により焼失し、1660年（万治3年）に曹洞宗の寺として再興され一般民衆の寺となる。1828年（文政11年）春に全焼し、復興に20年かり、天保・弘化年間に旧観に復す。1897年（明治30年）に専門僧堂が開設され、広く学僧が出入りする修行道場となる。
仏教青年会を設立し、精力的な教化活動で知られていた高田道見が、東京と四国の往復という条件で当寺の26世として1905年に就任、47歳から65歳で没するまで18年間勤めた。その間、高田を慕って多くの修行僧が集まり、中西悟堂や赤松月船も当寺で禅僧生活を送った。高田は多くの著作をものし、54歳のとき法王教を提唱した。

## 伽藍
- 竜門（石柱）参道
- 山門
- 鐘楼門：鐘鼓楼（教体楼）
- 本堂（法堂）
- 長泉堂
- 天女堂
- 僧堂
- 一切経堂：転輪蔵（経蔵）
- 鎮守金毘羅殿：本堂の壇から長い石段を上がったところにある。平成9年4月に金毘羅尊天勧請300年ということは1697年に勧請されたとみられる。
- 鐘楼：金毘羅殿の横にある。

## 文化財
県指定有形文化財
瑞応寺大転輪蔵（経蔵）：足利義満が山名氏の冥福のために作成し京都北野天満宮に奉納されていたが、明治新政府が発した神仏分離令により1871年（明治4年）に移転された。1970年（昭和45年）3月27日指定。
県指定天然記念物
瑞応寺のイチョウ：樹齢は推定800年、樹高25m根回り14m目通り9.4mの雌株。1956年（昭和31年）11月3日指定。

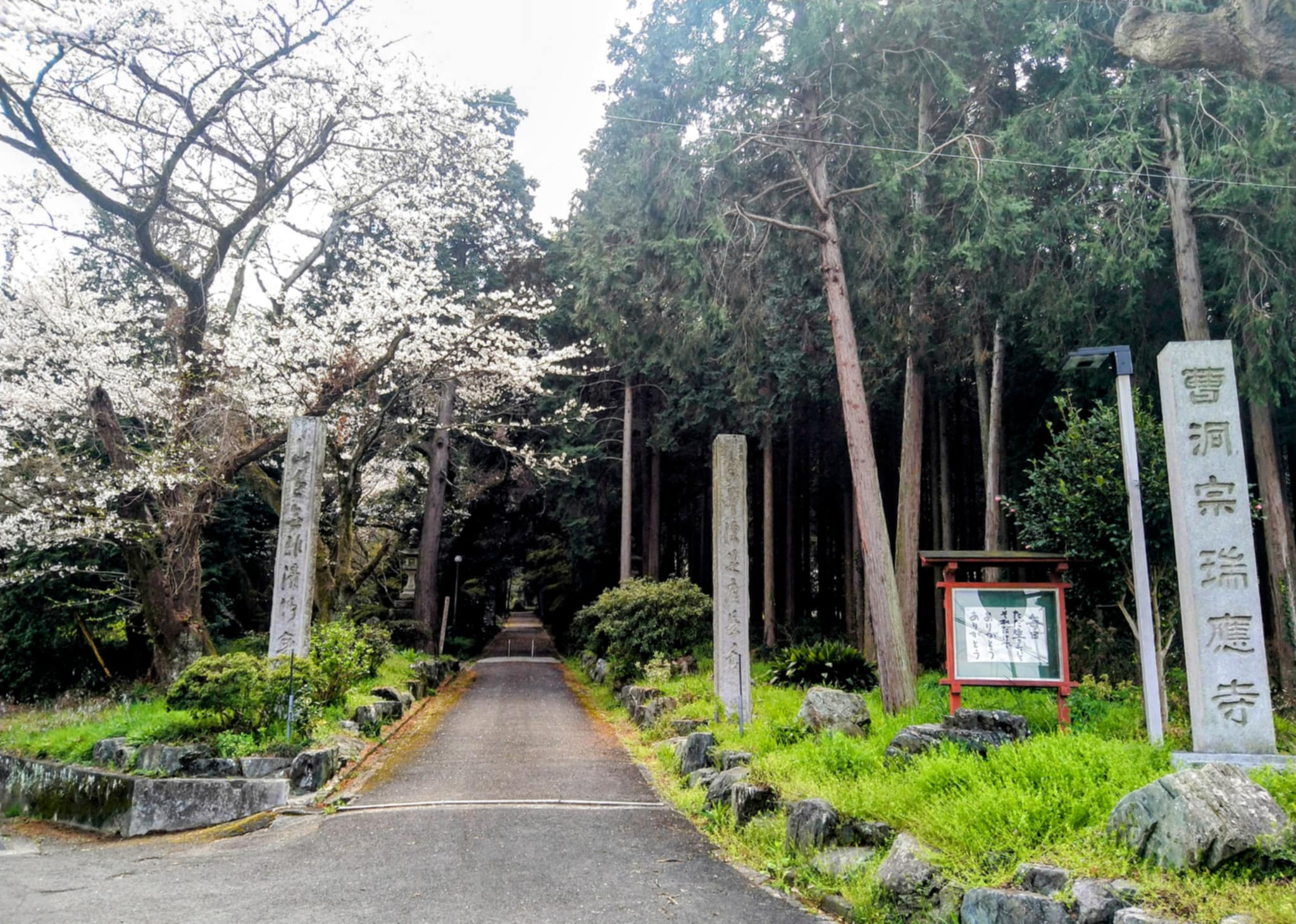
入口
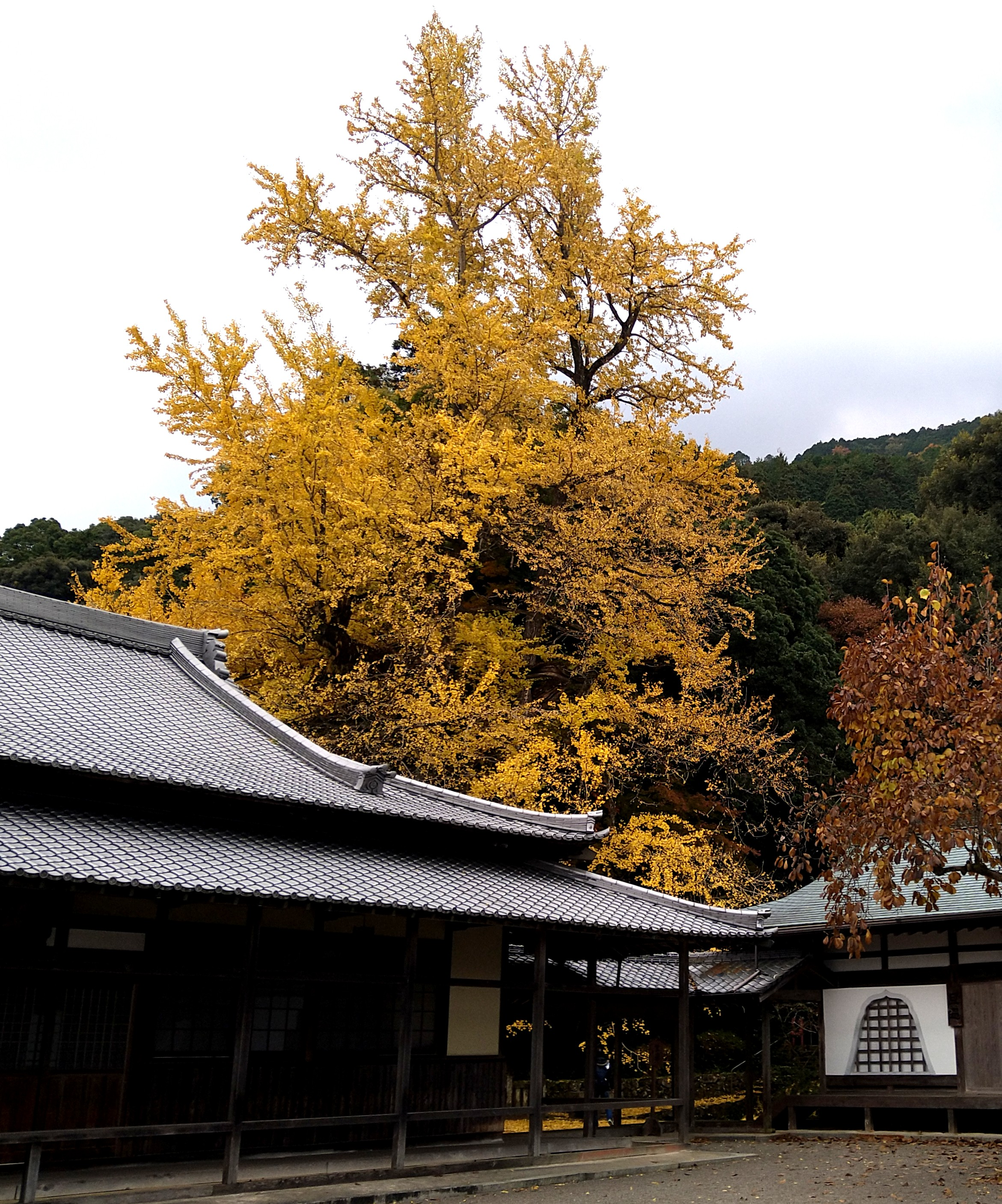
大銀杏樹
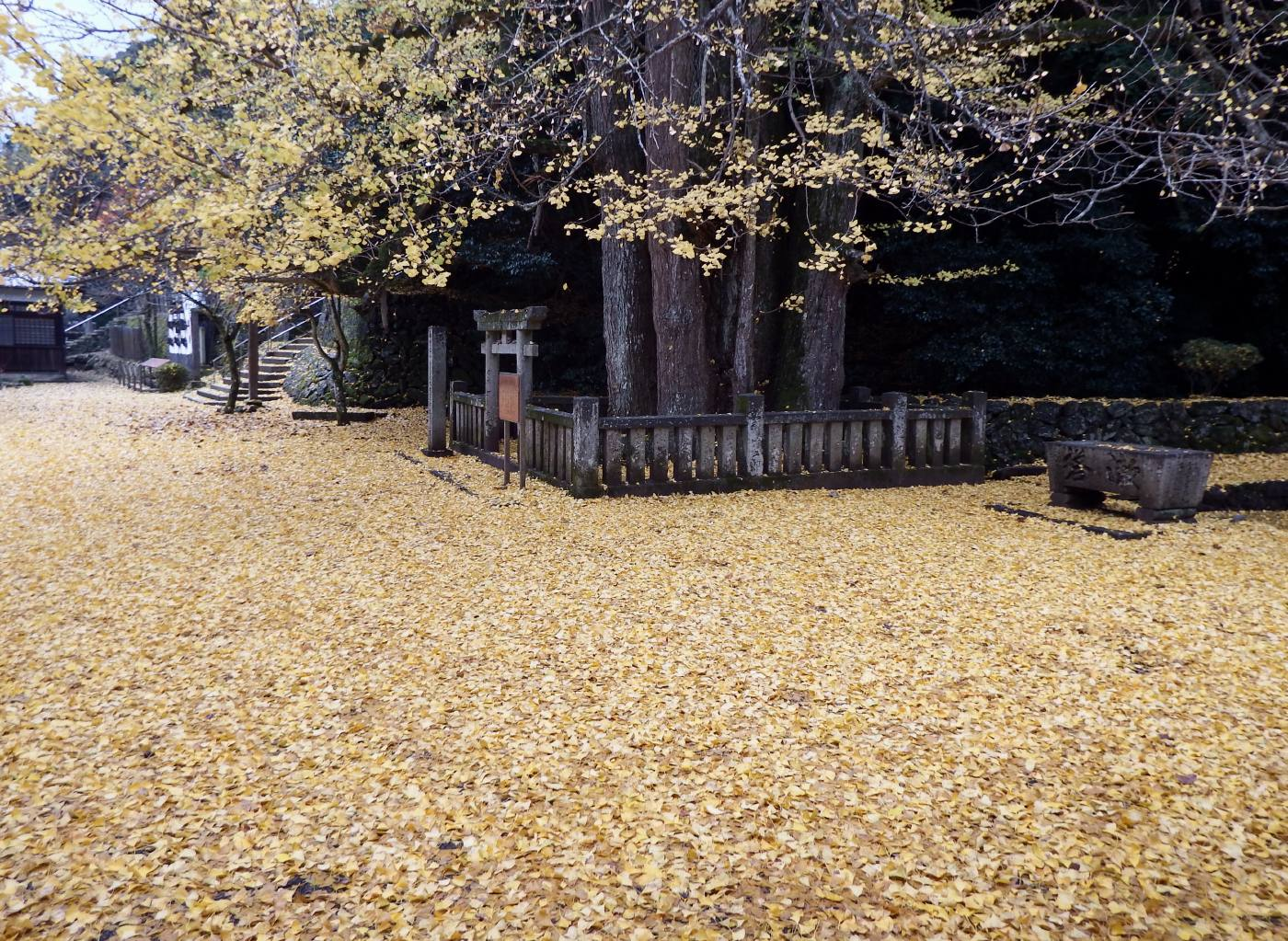
落葉の絨毯
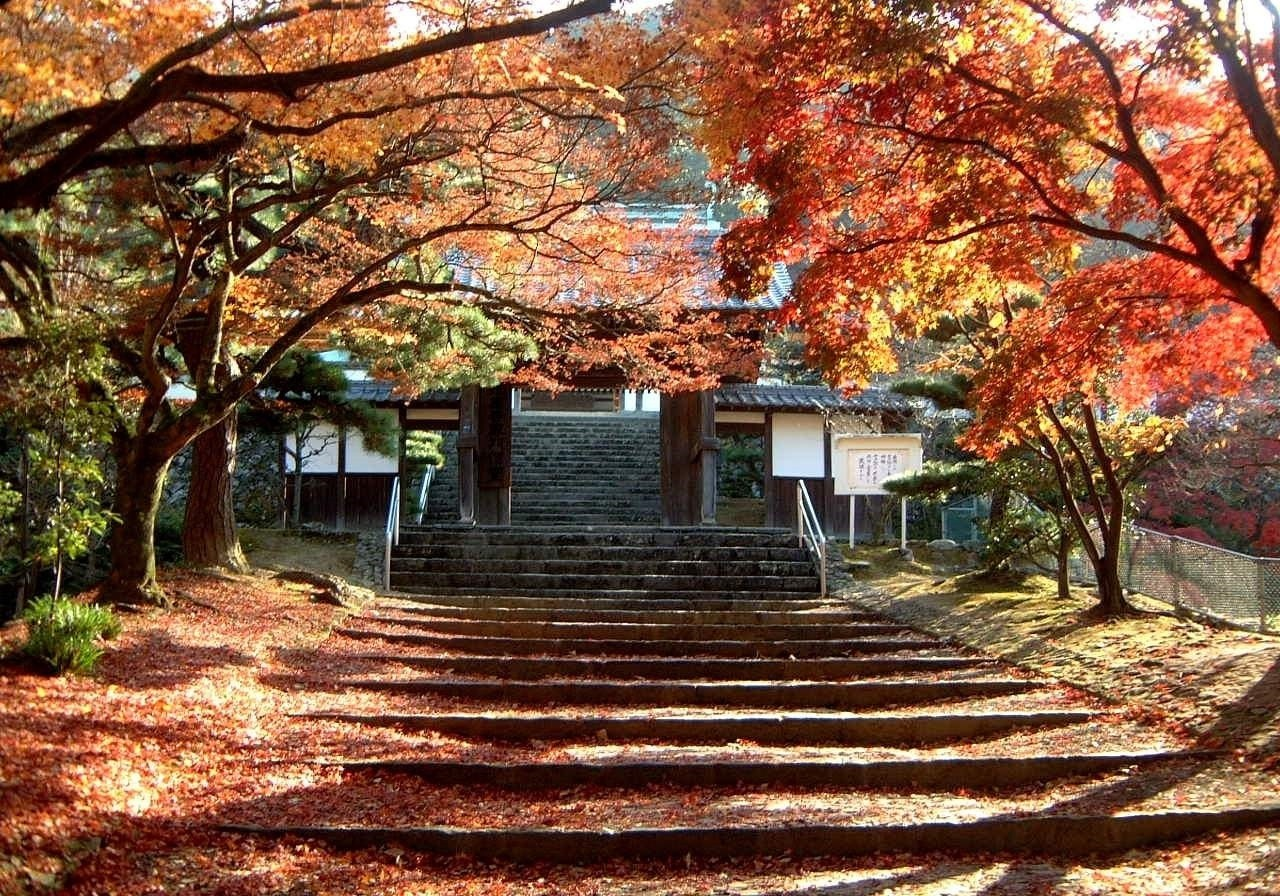
山門
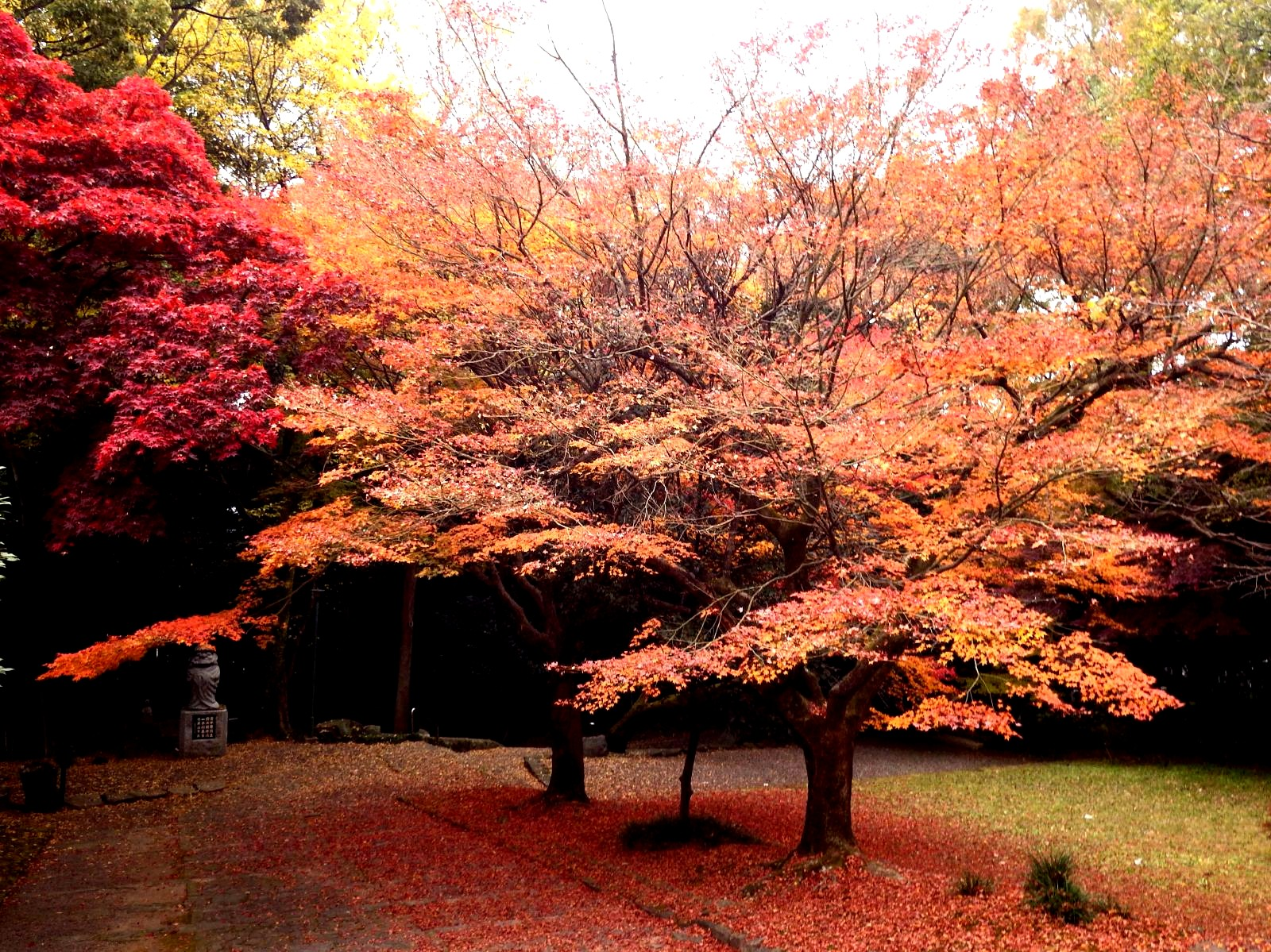
山門附近
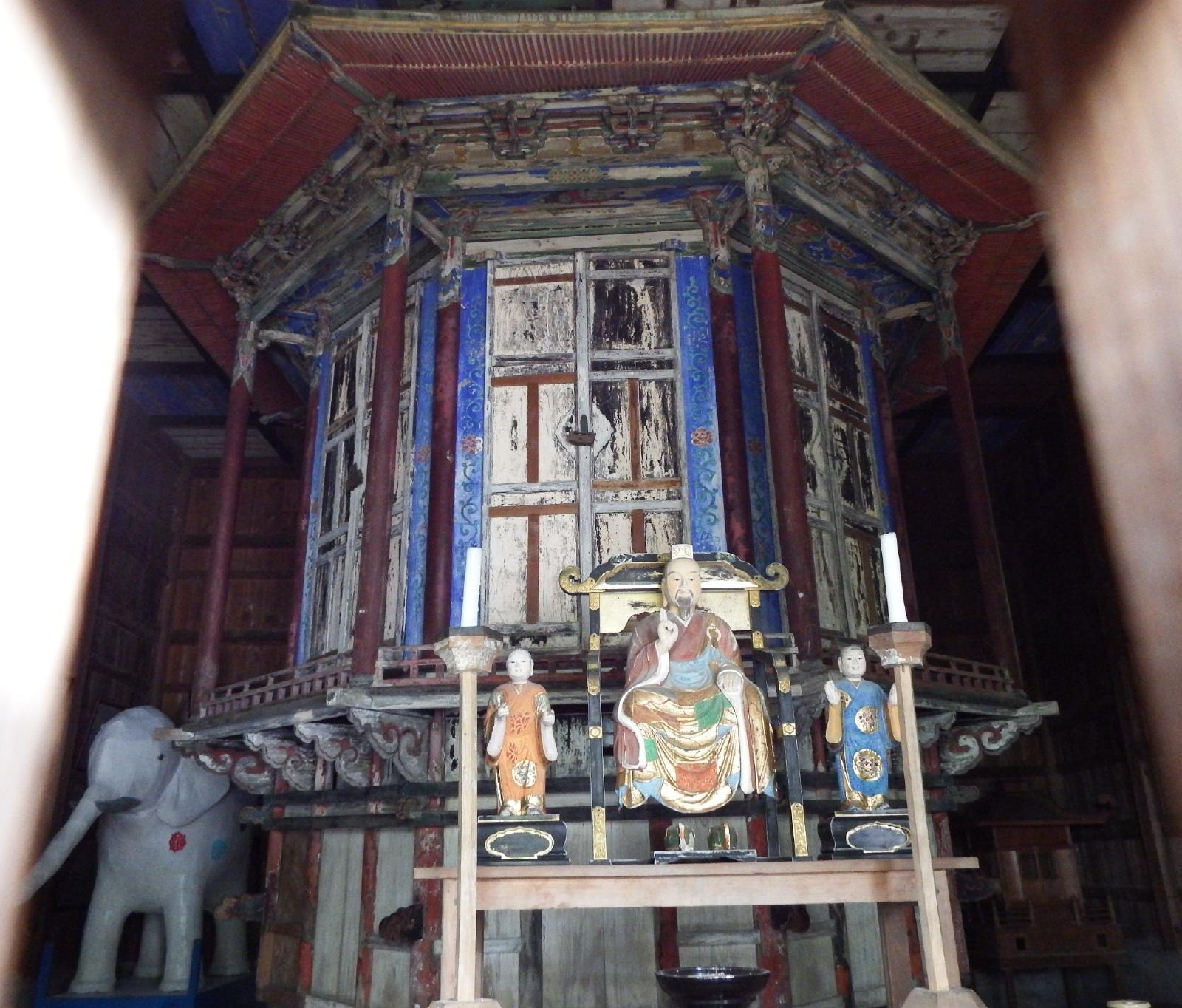
大転輪蔵
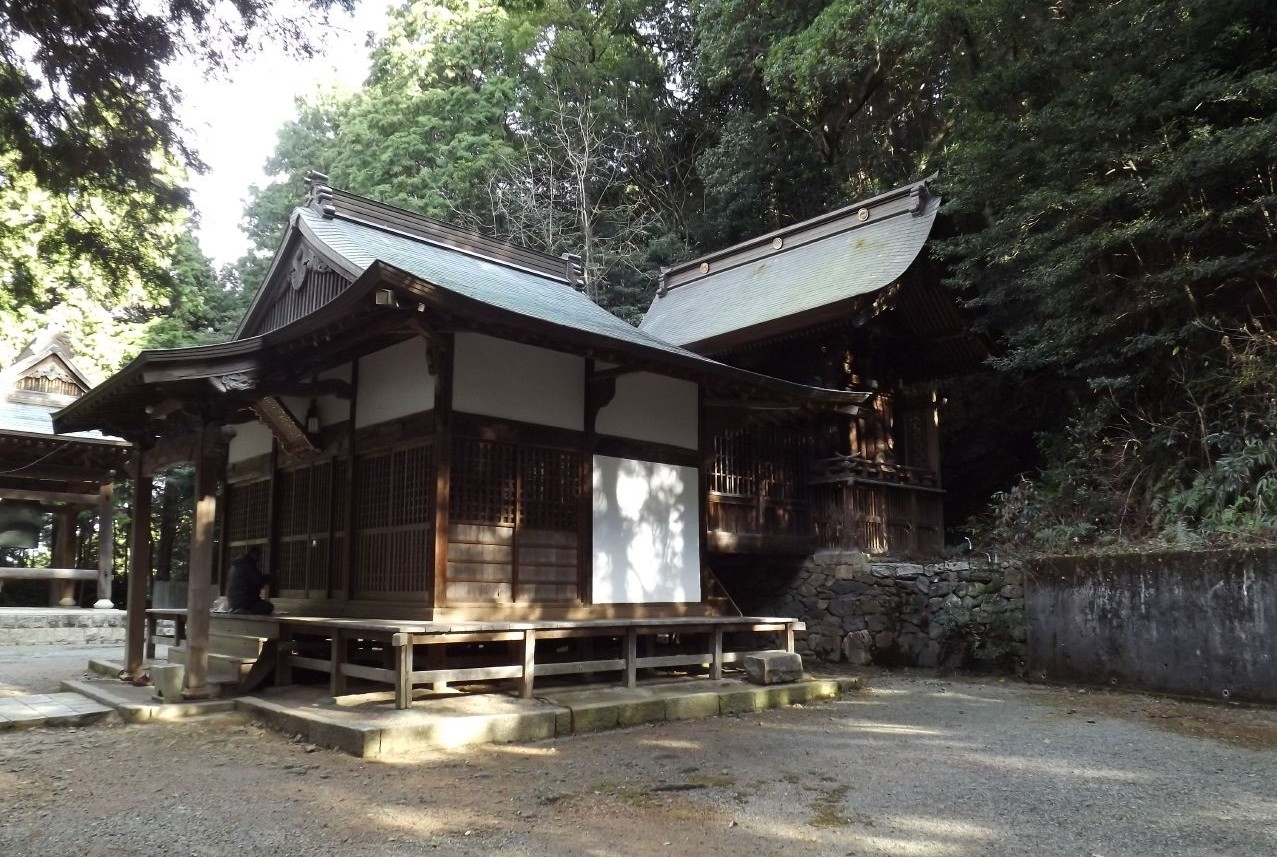
金毘羅殿
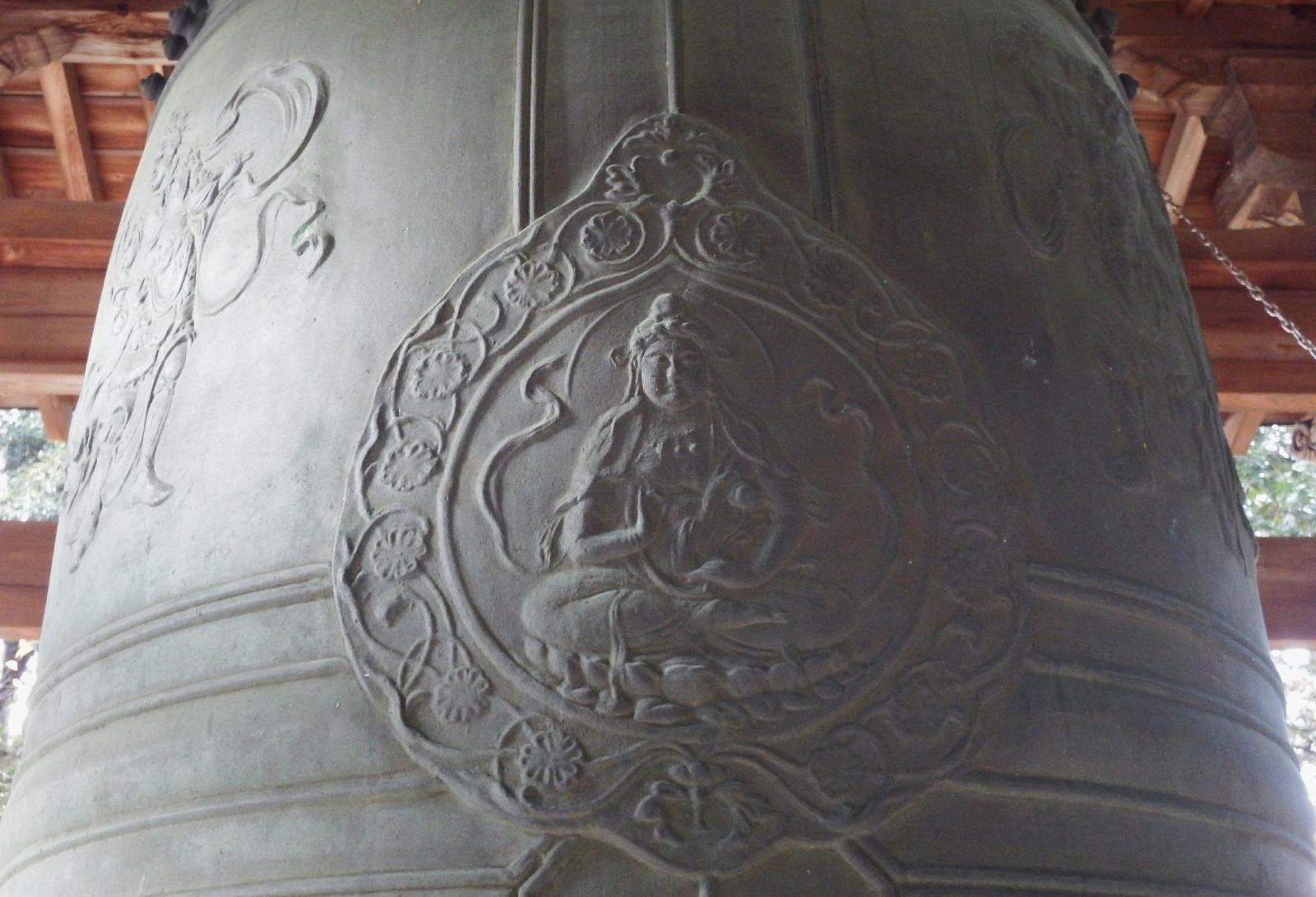
裏には不動明王、周りには四天王
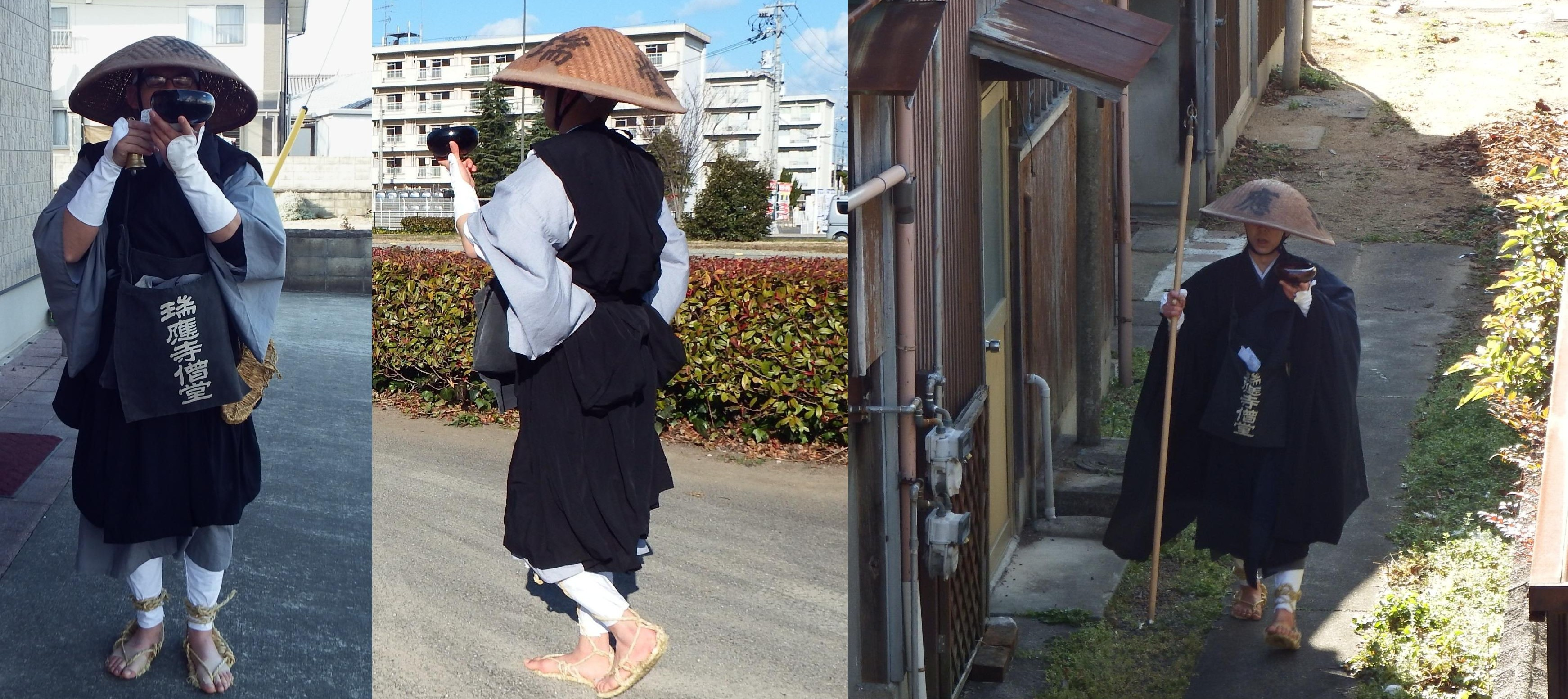
雲水による市内の托鉢